# Рапп, Майкл
Майкл Рапп (англ. Michael Rupp; 13 января 1980, Кливленд, Огайо) — американский хоккеист, крайний нападающий. 
На драфте НХЛ 1998 года был выбран в 1 раунде под общим 9 номером командой «Нью-Йорк Айлендерс». Повторно выставился на драфт, и на драфте НХЛ 2000 года был выбран в 3 раунде под общим 76 номером командой «Нью-Джерси Девилз». 5 марта 2004 года обменян в «Финикс Койотис». 8 октября 2005 года обменян в «Коламбус Блю Джекетс». 9 июля 2006 года как неограниченно свободный агент подписал контракт с «Нью-Джерси Девилз». В 2009 году подписал контракт с «Питсбург Пингвинз» сроком на 2 года. В 2011 году подписал контракт с «Нью-Йорк Рейнджерс» сроком на 3 года. 4 февраля 2013 года обменян в «Миннесоту Уайлд» на Ника Палмьери и Дерролла Поу.

## Награды
- Обладатель Кубка Стэнли, 2003 («Нью-Джерси Девилз»)